# 耶穆马里纽
耶穆马里纽是巴西北大河州的一个市镇。总面积305.185平方公里，总人口11094人，人口密度36.4人/平方公里。